# Paratropus arriagadai
Paratropus arriagadai är en skalbaggsart som beskrevs av Kanaar 1997. Paratropus arriagadai ingår i släktet Paratropus och familjen stumpbaggar. Inga underarter finns listade i Catalogue of Life.